# Hieracium dissimile
Hieracium dissimile là một loài thực vật có hoa trong họ Cúc. Loài này được (Lindeb.) Dahlst. mô tả khoa học đầu tiên năm 1892.